# Elena Maria Catargiu
Elena Maria Catargiu (n. 1835, Iași, Moldova – d. 16 iulie 1876, Dresda, Regatul Saxoniei) a fost fiica baș boierului antiunionist Costin Catargiu și a Smărăndiței Catargiu (Balș). 

## Biografie
Încă din fragedă adolescență, grație frumuseții fizice și apucăturilor de femeie fatală, ea a fost foarte curtată, a avut o droaie de admiratori. Nu a pregetat să răspundă tentațiilor, fiind posedată de un puternic spirit de aventură. Cu intenție ori, pur și simplu, prin voia sorții, a avut acces întotdeauna la bărbați puternici, plasați în fruntea ierarhiei.
Barbu Catargiu a desenat un pastel în care a reprezentat-o în costum național sârbesc.
Elena Maria Catargiu a fost căsătorită de două ori. Primul soț a fost un general sârb, împreună cu care a avut un fiu, Rudi (care nu a fost recunoscut de tatăl său, de aceea a purtat numele de familie al mamei). Maria nu i-a acordat nici un strop de dragoste, tratându-l ca pe un nedorit „accident biografic”. De altfel, băiatul a fost crescut de sora mai mică a Mariei, Munu Catargi. Fiul a aflat târziu de adevărata sa mamă, pe care nu a cunoscut-o în timpul vieții (numai cu ocazia înmormântării, la Iași, în 1874), astfel că între mamă și fiu nu a existat nici un sentiment.
Ulterior, tot în căutare de partide bune, Maria s-a căsătorit cu prințul Milos Obrenovici, cu care a avut un fiu, cel care avea să devină regele Milan al Serbiei (1882-1889), iar nepotul său avea să fie regele Alexandru Obrenovici. După a doua căsătorie, a purtat numele de Elena Maria Catargiu-Obrenović, dar era numită pe scurt  Maria Obrenovici. Dar într-o stare de permanentă aventură amoroasă, Maria a ajuns repede și la desfacerea acestei căsătorii. În consecință, Maria trebuia să se mulțumească cu relații mai putin reprezentative ca rang, orientându-se spre bărbați cu bani, cum a fost C. Liebrecht, fostul șef de cazinou de la Galați, ajuns director general al Poștelor și apropiat al lui Alexandru Ioan Cuza. 
Prințesa Maria Catargiu este cunoscută pentru relația extraconjugală cu domnitorul Alexandru Ioan Cuza. La puțin timp după începerea idilei, la 12 martie 1862, domnul stăpânitor cumpăra cu 7.000 de galbeni împărătești, de la Manolache Zefcari, o casă cochetă, situată în strada Biserica Amzei. Era o construcție relativ mică, dar bine împărțită, amplasată pe o stradă nu prea frecventată, dar aproape de Palatul domnesc și cu ieșire la cea mai importantă arteră de circulație a vremii: Podul Mogoșoaia."Desigur că, înainte ca Maria Obrenovici să se mute, casa a fost înzestrată cu tot ce era necesar. Mobile luxoase comandate la Paris, covoare persane și franceze, tablouri și tot felul de obiecte ornamentau interiorul casei în care Maria trebuia să locuiască și să primească totdeauna pe cel care-l robise și care, în oarba lui pasiune, nu ținea seama de onoarea tronului, de morala societății, de "gura lumii" și nici de mult înțelegătoarea lui soție care știa totul, dar care, în marea și sincera ei dragoste și admirație trecea cu vederea nesăbuitele fapte ale soțului său.
Relația cu Alexandru Ioan Cuza
Cu domnitorul Cuza, Maria Obrenovici a avut doi fii, Alexandru Al. Ioan Cuza (1862/1864-1889/1890) și Dimitrie Cuza (1865-1888). Alexandru Al. Ioan Cuza, fiul cel mare al domnitorului, este descris drept o fire flegmatică, lipsită de voința și ambiția tatălui său. Istoricii îl amintesc drept o fire bolnăvicioasă, născut cu o malformație congenitală la inimă. S-a căsătorit cu Maria Moruzzi și a murit în 1889, la doar 23 de ani, ucis de boala  de inimă, pe vremea când se afla în luna de miere în Spania. Văduva fiului lui Cuza, Maria Moruzzi s-a recăsătorit cu Ion I. C. Brătianu și a fost mama marelui istoric de mai târziu George I. Brătianu.
Fiul mai mic al lui Cuza, Dimitrie, a avut un destin tragic. A urmat studiile la Paris și, întors în țară, s-a stabilit la Palatul Ruginoasa, acolo unde locuiau Elena Cuza și fratele lui, Alexandru. Dimitrie Cuza s-a îndrăgostit de una dintre slujnicele de la palat. Când legătura a fost descoperită de Elena Cuza, slujnica a fost alungată din palat. Se spune că Dimitrie s-a certat cu mama adoptivă și, pe fondul neînțelegerilor și a firii sale instabile, s-a sinucis în 1888. A fost găsit împușcat în camera sa din Palatul Ruginoasa. Spre sfârșitul domniei lui Cuza Vodă, îndrăzneața Maria, plină de pretenții și vanitate, nu era mulțumită cu casa ce-i fusese destinată. Voia să fie văzută de tot mai mulți oameni că ea este singura femeie preferată de Vodă, că poate oricând, neanunțată, să intre la palat, ba în cele din urmă să ia masa separat cu domnitorul. Așa s-au întâmplat lucrurile și așa i-au apucat evenimentele din noaptea de 11 februarie 1866". (George Potra, Din Bucureștii de ieri, Editura Științifică și Enciclopedica, București, 1990, vol. I, pag. 507).
Firește, galantul Vodă și-a manifestat amorul față de Maria prin numeroase daruri, în bani și bijuterii, favoruri pentru rudele și apropiații acesteia. Totodată, Maria a exploatat slăbiciunea domnitorului pentru ea, smulgându-i secrete prețioase din viața politică, pe care a știut să le valorifice în cercurile interesate.
Ea a fost inclusă în cercul de afaceri și corupți de nimeni altul decât C. Liebrecht (al cărui palat constituie astăzi Casa Universitarilor din București), mâna dreaptă a lui Cuza, care își construise până și un propriu serviciu secret. Așa cum nota C. C. Giurescu, acesta "știuse să câștige și simpatia și încrederea frumoasei Maria Obrenovici, prietena lui Cuza. Devenise confidentul ei; o îndatora prin diferite servicii personale; cumpara de pildă, pentru ea, în 1865, cai în valoare de 202 galbeni; achita, de asemenea, diferitele taxe de întreținere privind atelajele ei. O împrumuta chiar și cu bani". Intimitatea dintre cei doi a făcut chiar ca gurile rele să clevetească de existența a ceva mai mult, date fiind năravurile femeii, în sensul că șeful camarilei ar fi fost, de fapt, tatăl copiilor înfiați de Cuza și considerați drept ai săi!
Excentricitățile relației și vădita sa dimensiune de corupție au creat în epocă, mai ales în rândul clasei politice, un puternic curent de opinie de dezaprobare. În ciuda avertismentelor și criticilor din partea apropiaților și a reacțiilor uneori violente ale opoziției, Domnul nu a acceptat în nici un chip să înceteze relația cu Maria sau cel puțin să o acopere cu o binevenită discreție. Dimpotrivă, a adus-o la palat, supunând-o pe doamna țării la supliciul rușinii. Marea majoritate a lumii evita anturajul prințului, care devenise un loc rău famat. Doamnele de neam, cu bună reputație și soții lor evitau balurile organizate la curte; oamenii politici refuzau audiențele și invitațiile la manifestările oficiale, familiile nobiliare nu mai erau interesate să aibă relații cu Vodă, doamnele de onoare își părăseau serviciul.
Robit de pasiune, Domnul își credea ibovnica fără de prihană, trecea peste orice pentru a și-o păstra, nedreptățea și îndepărta pe oricine care încerca să-l facă să vadă direct în față realitatea. Până când a venit ziua abdicării forțate de la 11 februarie 1866, când "monstruoasa coaliție", nemairăbdând capriciile Domnului, odinioară atât de iubit, l-a obligat să accepte ca situația era imposibil să mai continue.
La 24 ianuarie 1866, când se sărbătoreau șapte ani de la marele act al Unirii, balul oficial nu s-a mai desfășurat la Palat, în urma refuzului protipendadei de a participa, astfel că s-a organizat la reședința familiei Șutu. Totuși, programul a cuprins și o reprezentatie cu "La favorite scene d'opera chantée par Mme Marie Obrenovici" .
Maria juca deja cu mai mult talent pe scena politică rolul de Mata Hari dâmbovițeană, intrând în jocul conspirației anti-Cuza.
Ea a primit misia de a-l reține pe Domn în Palat, la jocul cu cărți, toată noaptea de 11 februarie, spre a-l împiedica să părăseacă reședința deghizat, cum îi era obiceiul și astfel abdicarea să rămână fără obiect.
La ora 16 a zilei de 10 februarie 1866, militarii s-au întâlnit în secret și au organizat în detaliu lovitura de Palat. Seara, domnitorul a cinat singur cu Elena Cuza. Spre miezul nopții, apare în grabă Maria Obrenovici, însoțită de grecul Sachelaridis, cartofor înrăit, care îl provoacă pe Cuza la jocul de whist până noaptea târziu. Obosiți, după ora 2 din noapte, amanta și Vodă s-au retras în aceeași cameră, pentru a continua jocul în alte feluri.
După o noapte de amor, a urmat o dimineață pentru istorie. În zori, în camera de nebunii au intrat militarii, pe ușa lăsată special deschisă de Maria Obrenovici. Unul dintre ei i-a pus revolverul la tâmplă și l-a trezit din somn pe Domnitor. Acesta avea pistoalele pe noptieră, dar nu a mai ajuns la ele. Un altul și-a scos mantaua și a acoperit-o pe amantă spre a nu-și arăta goliciunea și a putea să se îmbrace, apoi a fost condusă până acasă pe jos...
După ce își va fi numărat creițarii trădării oferiți de complotiști, nici Maria Obrenovici nu a mai rămas mult timp la București, plecând apoi în străinătate. Din relatările medicului Carol Davilla, aflăm că, în 1873, Maria ajunsese în Germania, fiind doamna de onoare a împărătesei Augusta, soția Kaiserului Wilhem I. "Principesa Obrenovici - scria Davilla - a avut amabilitatea să mă recunoască de departe și a străbătut mulțimea ca să-mi strângă mâna. Era splendidă..."
La 41 de ani, Maria Obrenovici a aflat că este bolnavă de cancer și s-a sinucis la Dresda. A fost înmormântată la biserica Sf. Spiridon din Iași. În 1908, apoi a fost deshumată și mutată în cavoul familiei sale din Cimitirul „Eternitatea” din Iași.